# Blaise Aldo
Pour les articles homonymes, voir Aldo.
Blaise Aldo, né le 4 février 1951 à Sainte-Anne (Guadeloupe), est un homme politique français, maire de Sainte-Anne de 2003 à 2014 et conseiller régional de la Guadeloupe.

## Carrière

### Mandat parlementaire
- Député européen : Élu en 1994, Blaise Aldo siège au Parlement européen jusqu'en 1999. Il est membre du Groupe du Rassemblement des démocrates européens (RDE) puis du Groupe Union pour l'Europe (UPE).

### Mandats locaux
- Conseiller régional de Guadeloupe : Il exerce cette fonction de 1986 à 1998, puis de 2004 à 2015.
- Conseiller général du canton de Sainte-Anne-2 : De 1988 à 2005, il est conseiller général, occupant également le poste de vice-président du conseil général de la Guadeloupe de 1992 à 1994 et de 2001 à 2003.
- Vice-président du conseil régional de Guadeloupe : De 1992 à 1995, il occupe cette fonction.
- Conseiller municipal de Sainte-Anne : Il est conseiller municipal de mars 1989 à septembre 2003.
- Maire de Sainte-Anne : Élu en septembre 2003, il est réélu en 2008 et occupe cette fonction jusqu'en mars 2014.
- En juin 2024, il annonce sa candidature aux élections municipales de 2026 à Sainte-Anne[1].

## Fonctions partisanes
- Membre du bureau national du RPR : De 1978 à 1999, il est membre du bureau national du Rassemblement pour la République (RPR).
- Fondateur du Rassemblement pour la Guadeloupe Française et Caribéenne (RPGFC) : En 2001, il fonde le RPGFC, un mouvement politique local.

## Affaires médiatiques
En juin 2024, Blaise Aldo publie un droit de réponse dans la presse locale, afin de rectifier des informations erronées le concernant.

## Affaires judiciaires
Blaise Aldo a été condamné à 10 mois de prison avec sursis, 10 000 euros d'amende et 5 ans d'inégibilité par le tribunal judiciaire de Pointe-à-Pitre.